# میهالگازی
میهالگازی (به ترکی استانبولی: Mihalgazi) یک منطقهٔ مسکونی در ترکیه است که در استان اسکی‌شهر واقع شده‌است. میهالگازی ۳۲۸ متر بالاتر از سطح دریا واقع شده‌است.